# 訃報 2008年2月
訃報 2008年2月（ふほう 2008ねん2がつ）では、2008年2月中に物故した、又は物故が報じられた人物についてまとめる。

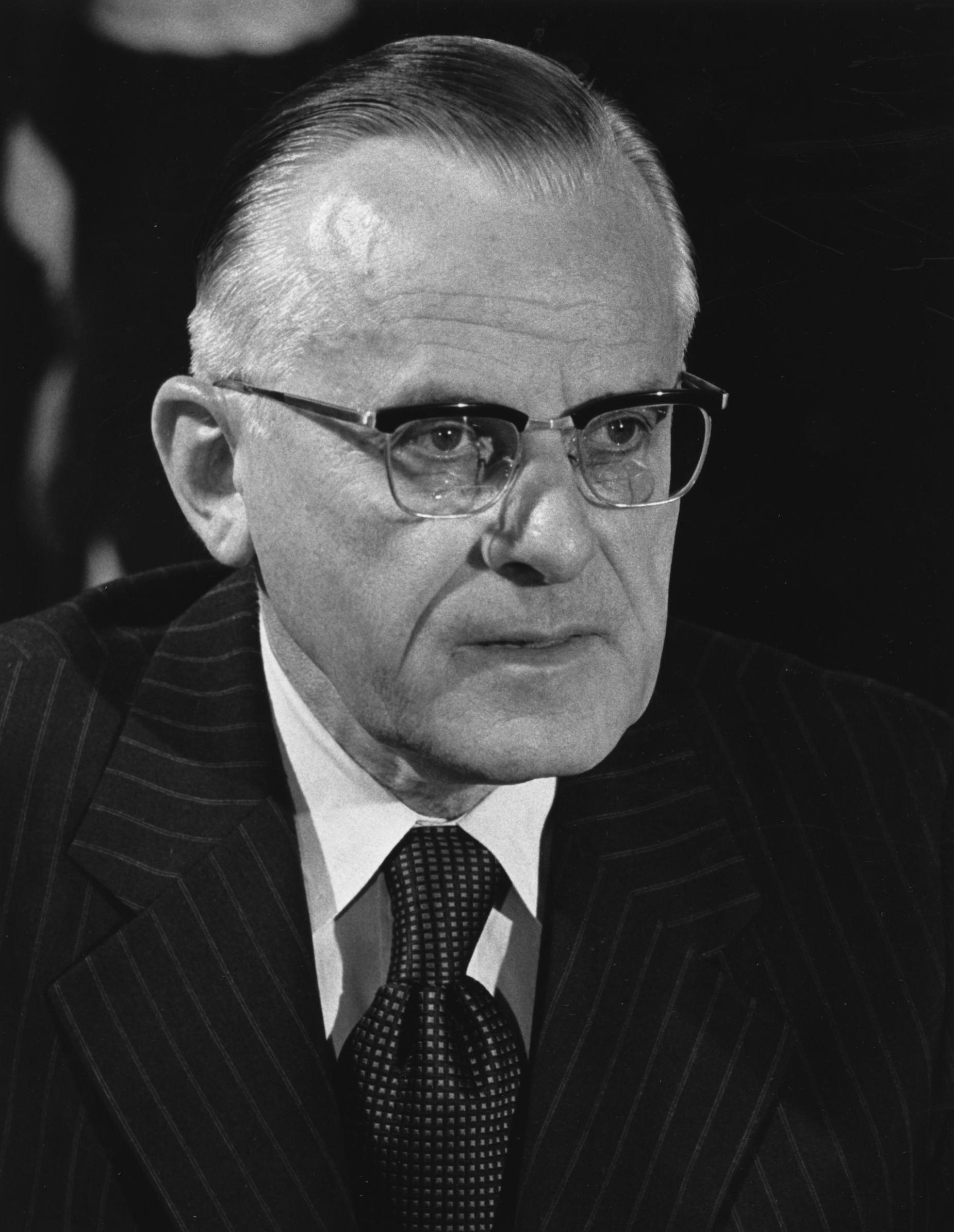
アール・ラウアー・バッツ／2月2日没

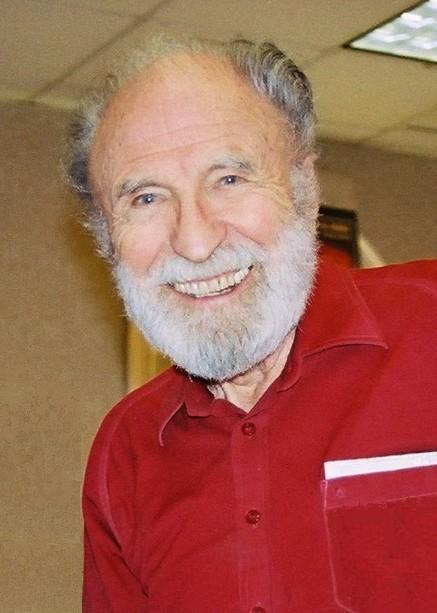
バリー・モース／2月2日没

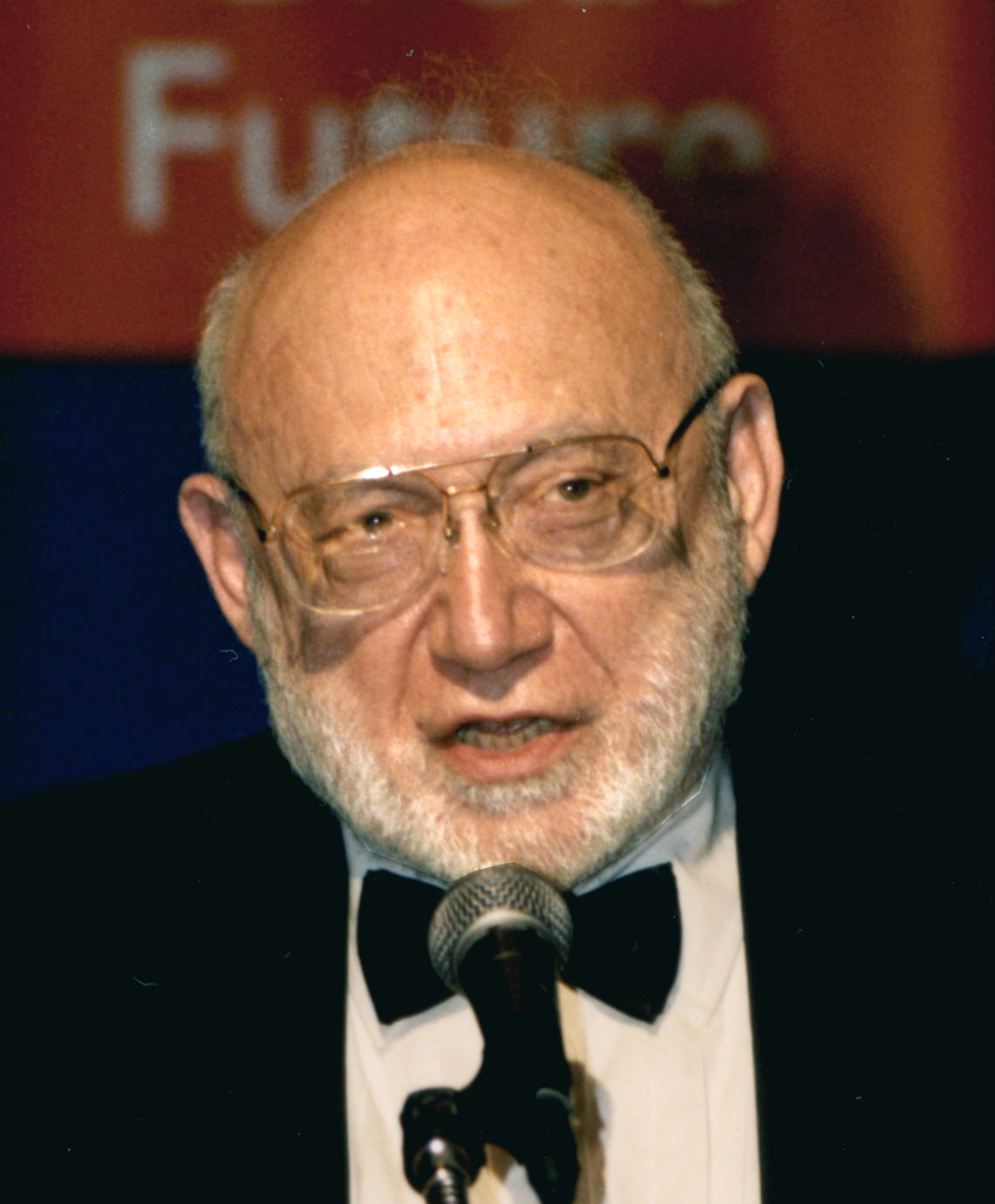
ジョシュア・レーダーバーグ／2月2日没

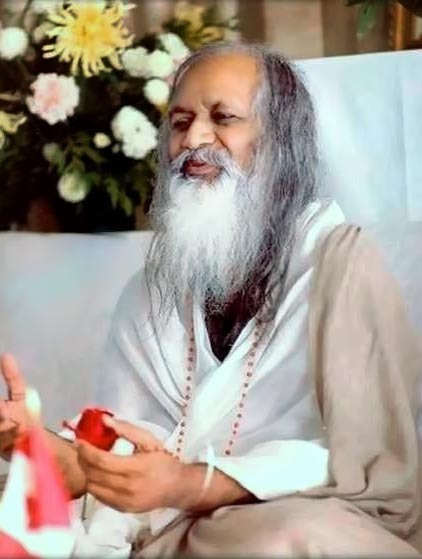
マハリシ・マヘーシュ・ヨーギー／2月5日没

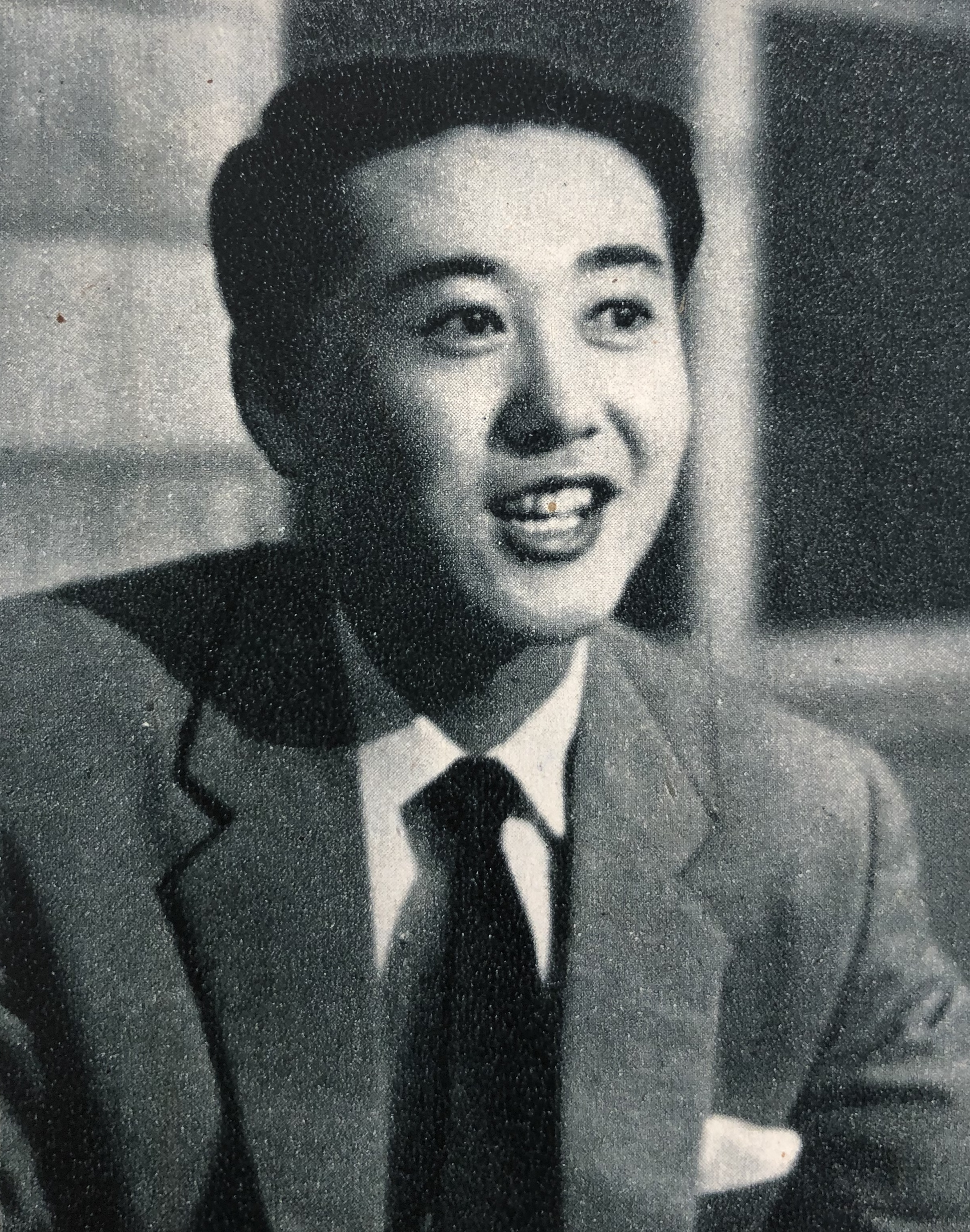
林成年／2月6日没

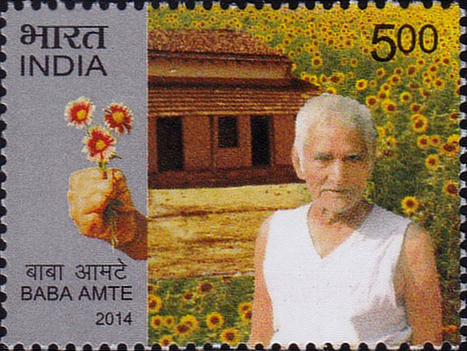
ババ・アムテ／2月9日没

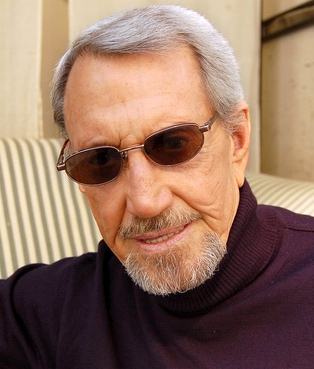
ロイ・シャイダー／2月10日没

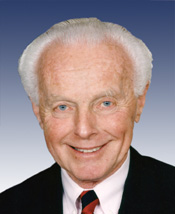
トム・ラントス／2月11日没

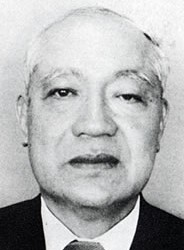
前田正男／2月12日没

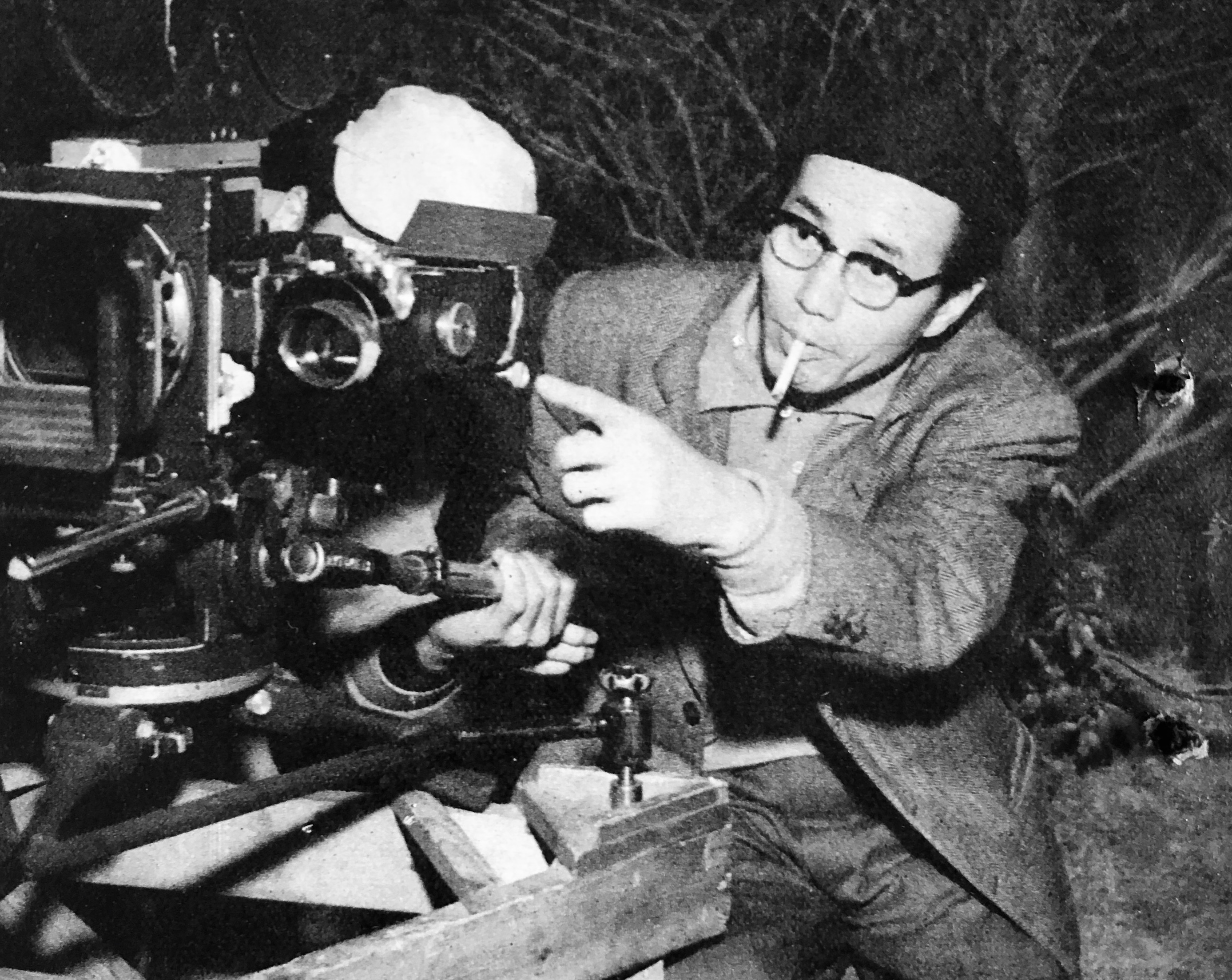
市川崑／2月13日没

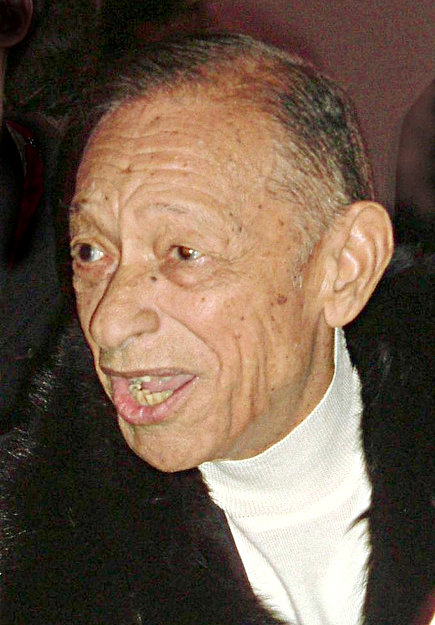
アンリ・サルヴァドール／2月13日没

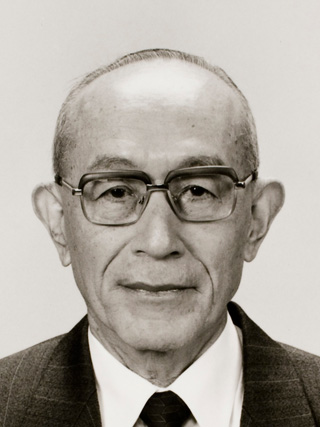
川田侃／2月14日没

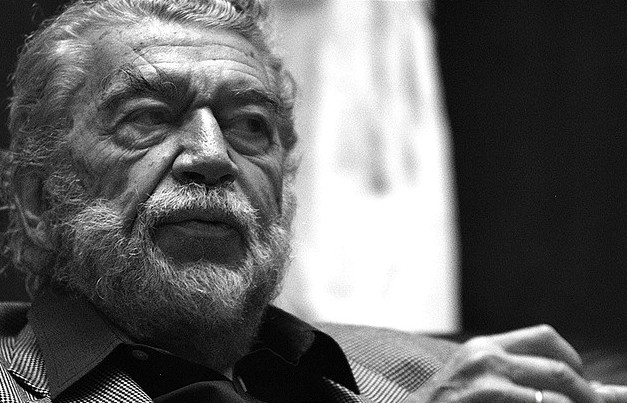
アラン・ロブ＝グリエ／2月18日没

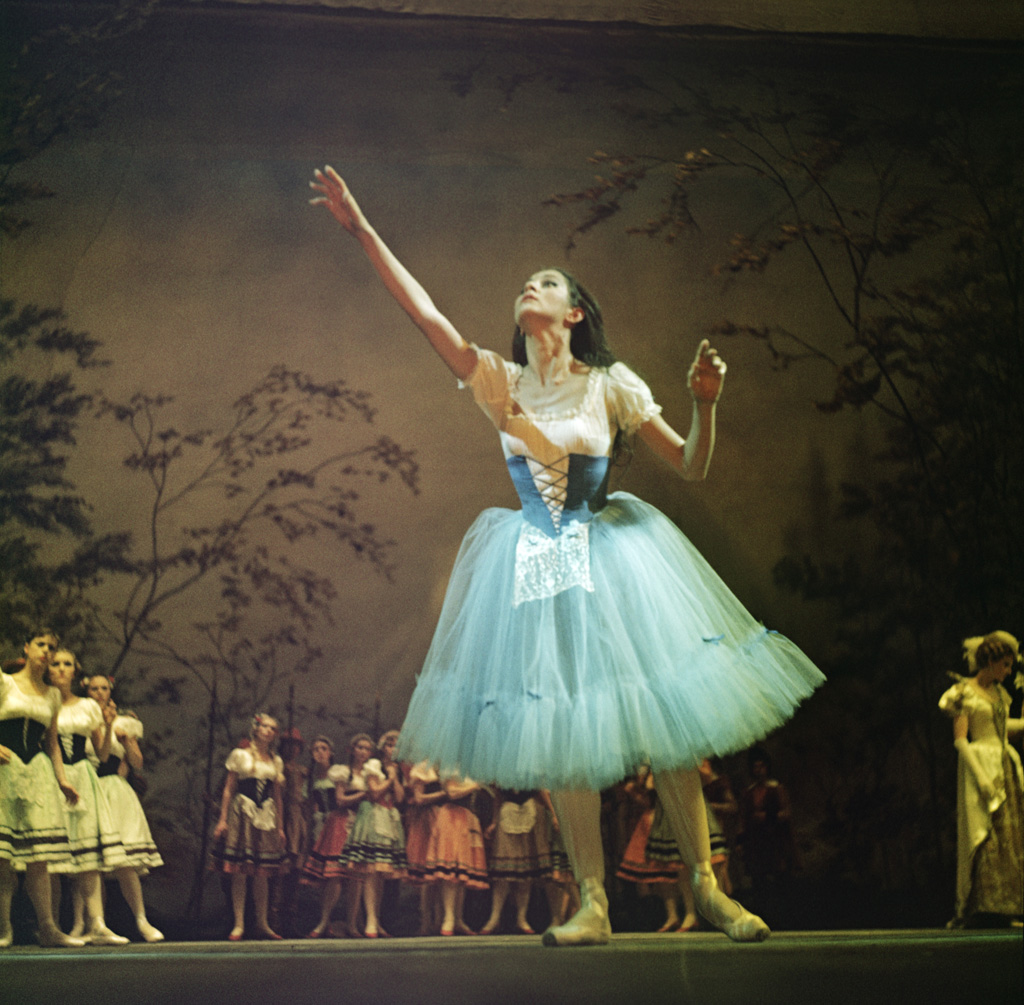
ナタリア・ベスメルトノワ／2月19日没

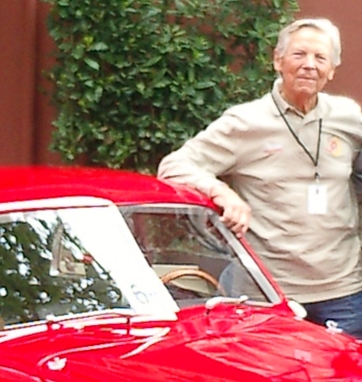
ポール・フレール／2月23日没

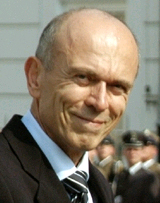
ヤネス・ドルノウシェク／2月23日没

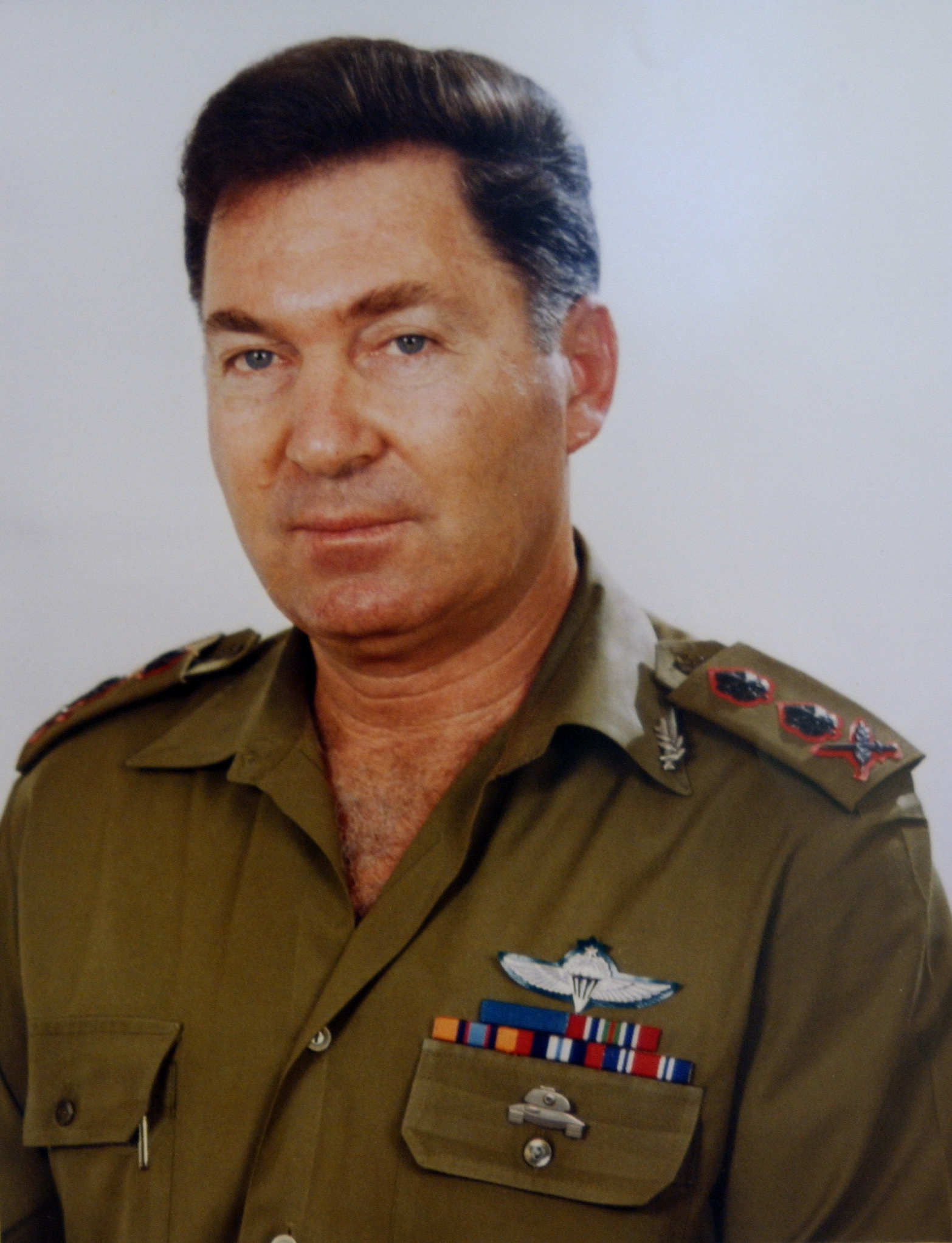
ダン・ショムロン／2月26日没

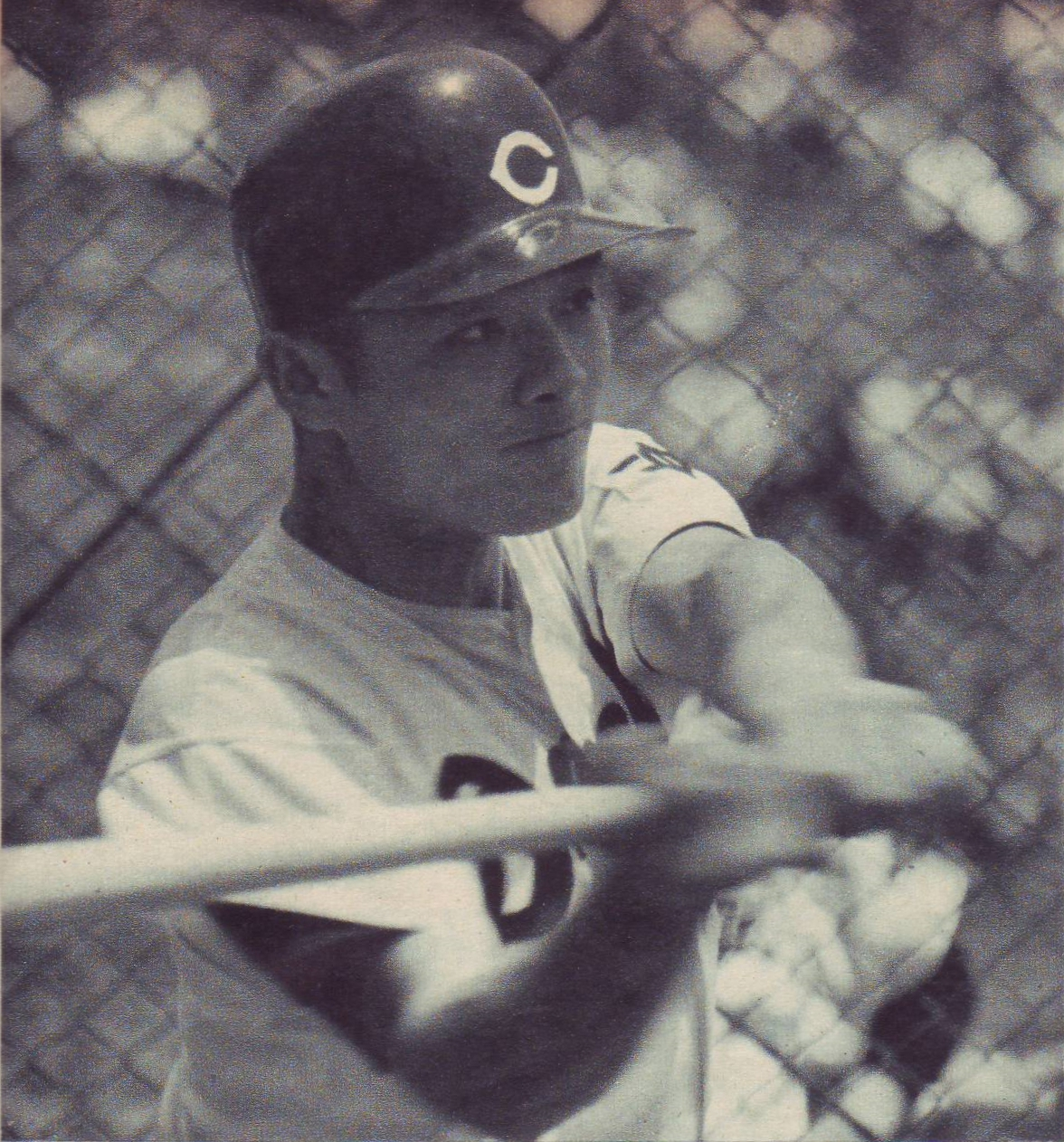
江藤愼一／2月28日没

## （1日 - 15日）
- 2月1日 - 瀬戸光枝、日本きもの指導者協会名誉会長（* 1913年）
- 2月1日 - シェル・ケプラー（英語版）、アメリカ合衆国の女優（* 1958年）
- 2月2日 - アール・ラウアー・バッツ、元アメリカ合衆国農務長官（* 1909年）
- 2月2日 - バリー・モース、イギリス生まれのカナダの俳優（* 1918年）
- 2月2日 - ジョシュア・レーダーバーグ、分子生物学者、ノーベル生理学・医学賞受賞者（* 1925年）
- 2月2日 - 木辺弘児、作家（* 1931年）
- 2月2日 - 坂川優、元福井県福井市長（* 1953年）
- 2月3日 - 渋澤元則、東京外国語大学名誉教授（* 1919年）
- 2月3日 - 吉原三郎、千葉興業銀行元頭取（* 1921年）
- 2月3日 - ジャッキー・オルスザクツキー（英語版）、ハンガリー生まれのオーストラリアのミュージシャン（* 1948年）
- 2月3日 - ホルヘ・リデルマン（Jorge Liderman）、作曲家（* 1957年）
- 2月4日 - オーガスタ・ダブニー（Augusta Dabney）、アメリカ合衆国の女優（* 1918年）
- 2月4日 - 大谷明、元国立予防衛生研究所所長（* 1925年）
- 2月4日 - タタ・グイネス（Tata Güines）、コンガ奏者（* 1930年）
- 2月5日 - マハリシ・マヘーシュ・ヨーギー、宗教家（* 1917年）
- 2月6日 - ルース・スタッフォード・ピール（Ruth Stafford Peale）、ノーマン・ヴィンセント・ピールの妻、作家（* 1906年）
- 2月6日 - 土田帆山、書家（* 1918年）
- 2月6日 - トニー・ロルト（Tony Rolt）、レーサー（* 1918年）
- 2月6日 - 河村昭三、音楽実業家（* 1928年）[1]
- 2月6日 - 林成年、俳優（国民栄誉賞俳優長谷川一夫長男）（* 1931年）
- 2月6日 - ジョン・アルヴィン（John Alvin）、映画ポスター製作者（* 1948年）
- 2月6日 - 三遊亭歌雀、落語家（* 1963年）
- 2月7日 - タマーラ・デスニ（Tamara Desni）、ドイツ生まれのイギリスの女優（* 1913年）
- 2月7日 - 西川一三、大日本帝國陸軍元特務工作機関員（* 1918年）
- 2月7日 - 山口治郎、元埼玉県行田市長（* 1919年）
- 2月7日 - 川村二郎、ドイツ文学者（* 1928年）
- 2月7日 - アンドリュー・バーティ（Andrew Bertie）、マルタ騎士団総長（* 1929年）
- 2月8日 - フィリス・A・ホイットニー、横浜出身のアメリカ合衆国の推理作家（* 1903年）
- 2月8日 - エヴァ・ダールベック（Eva Dahlbeck）、女優・作家（* 1920年）
- 2月8日 - ロバート・ジャストロウ（Robert Jastrow）、天文学者（* 1925年）
- 2月8日 - 中森晶三、能楽師（* 1928年）
- 2月9日 - ババ・アムテ、ソーシャルワーカー（* 1914年）
- 2月9日 - 鈴木保巳、元競輪選手、スポーツ評論家（* 1931年）
- 2月9日 - ロバート・ドクィ、俳優（* 1934年）
- 2月9日 - スコット・ハルピン（Scot Halpin）、ドラマー（* 1954年）
- 2月10日 - 羽田登喜男、染色工芸作家（* 1911年）
- 2月10日 - ロイ・シャイダー、アメリカ合衆国の映画俳優（* 1932年）
- 2月10日 - インガ・ニールセン（Inga Nielsen）、ソプラノ歌手（* 1946年）
- 2月10日 - 坂本敏美、騎手（* 1952年）
- 2月10日 - 高野裕美子、作家（* 1957年）
- 2月11日 - 野々村一男、彫刻家（* 1906年）
- 2月11日 - 中村寅吉、プロゴルファー（* 1915年）
- 2月11日 - エミリオ・カルバリィード（Emilio Carballido）、メキシコの劇作家（* 1925年）
- 2月11日 - トム・ラントス、アメリカ合衆国下院議員（* 1928年）
- 2月11日 - アルフレッド・レイナード（Alfredo Reinado）、東ティモールの反乱軍指導者、ホルタ大統領襲撃の実行犯（* 1967年）
- 2月12日 - 前田正男、元自由民主党代議士、元科学技術庁元長官（* 1913年）
- 2月12日 - 渡邊二郎、哲学者（* 1931年）
- 2月12日 - ジョン・ブルニアス（John Brunious）、トランペット奏者（* 1940年）
- 2月12日 - 横田昭夫、元埼玉県行田市長（* 1942年）
- 2月12日 - 竹花光範、憲法学者（* 1943年）
- 2月13日 - 市川崑、映画監督（* 1915年）
- 2月13日 - アンリ・サルヴァドール、シャンソン歌手（* 1917年）
- 2月13日 - ロジャー・ヴォアザン（Roger Voisin）、クラシック・トランペット奏者（* 1918年）
- 2月13日 - ミケーレ・グレコ、シチリア・マフィア構成員（* 1924年）
- 2月14日 - スモーキー・ドーソン（Smoky Dawson）、カントリー歌手（* 1913年）
- 2月14日 - 川田侃、国際経済学者（* 1925年）
- 2月14日 - ペリー・ロペス（Perry Lopez）、俳優（* 1931年）
- 2月15日 - ジョニー・ウィーバー、プロレスラー（* 1935年）
- 2月15日 - ウィリー・P・ベネット（Willie P. Bennett）、フォークソング歌手（* 1951年）

## （16日 - 29日）
- 2月16日 - 荒巻與四郎、元神戸税関長（* 1921年）
- 2月16日 - 森秀太郎、ダイワ精工株式会社元社長（* 1926年）
- 2月16日 - 後藤安彦、翻訳家（* 1929年）
- 2月16日 - ボリス・フメリニツキー（Boris Khmelnitsky）、俳優（* 1940年）
- 2月17日 - 平井龍、第4代山口県知事（* 1926年）
- 2月17日 - 川本雄三、演劇評論家（* 1931年）
- 2月18日 - アラン・ロブ＝グリエ、小説家・映画監督、アカデミー・フランセーズ席次32（* 1922年）
- 2月18日 - 松尾洋、オペラ演出家（* 1942年）
- 2月19日 - エミリー・ペリー（Emily Perry）、イギリスの女優（* 1907年）
- 2月19日 - テオ・マセロ（Teo Macero）、音楽プロデューサー、サクソフォーン奏者（* 1925年）
- 2月19日 - デヴィッド・ワトキン、イギリスの撮影監督（* 1925年）
- 2月19日 - ナタリア・ベスメルトノワ、ロシアのバレリーナ（* 1941年）
- 2月19日 - 沈殿霞、香港の先輩芸人（* 1945年）
- 2月19日 - イェゴール・レトフ（Yegor Letov）、ロシアのパンク・ロック歌手（* 1964年）
- 2月20日 - 森口華弘、友禅染師（* 1909年）
- 2月20日 - 浩然（zh:浩然）、中華人民共和国の小説家（* 1932年）
- 2月20日 - 尾形智矩、元自由民主党衆議院議員、元福岡県苅田町長（* 1936年）
- 2月21日 - ロビン・ムーア、作家（* 1925年）
- 2月21日 - 中山公男、美術評論家（* 1927年）
- 2月21日 - ベン・チャップマン（Ben Chapman）、俳優（* 1928年）
- 2月21日 - ジョー・ギブス、ジャマイカの音楽プロデューサー（* 1943年）
- 2月21日 - エマニュエル・サノン、ハイチのサッカー選手（* 1951年）
- 2月21日 - 安田辰昭、高校野球指導者（* 1938年）
- 2月22日 - 豊永常代、長寿日本一であった女性（* 1894年）
- 2月22日 - 丸安隆和、東京大学名誉教授（* 1914年）
- 2月22日 - スティーヴン・マーロウ、アメリカ合衆国の小説家（* 1928年）
- 2月22日 - ルーベンス・デ・ファルコ（Rubens de Falco）、ブラジルの俳優（* 1931年）
- 2月22日 - 神田厚、元民主党衆議院議員、元防衛庁長官（* 1941年）
- 2月22日 - 山崎猛、俳優（* 1944年）
- 2月23日 - ジュゼップ・パラウ・イ・ファブレ（Josep Palau i Fabre）、スペインの作家（* 1917年）
- 2月23日 - ポール・フレール、ベルギーのレーサー（* 1917年）
- 2月23日 - ヤネス・ドルノウシェク、スロベニア元大統領（* 1950年）
- 2月24日 - 東淵修、詩人（* 1930年）
- 2月24日 - 萩野貞樹、国語学者（* 1939年）
- 2月24日 - ラリー・ノーマン（Larry Norman）、クリスチャン・ロック歌手（* 1947年）
- 2月25日 - 塚越敏、ドイツ文学者、慶應義塾大学名誉教授（* 1917年）
- 2月25日 - ジェノア・ケアヴェ（Genoa Keawe）、ハワイアン音楽のミュージシャン（* 1918年）
- 2月25日 - 渡邊五郎、日本中央競馬会元理事長（* 1926年）
- 2月25日 - テレニン晃子、がん闘病記著者（* 1972年）
- 2月25日 - スタティック・メジャー（Steve "Static" Garrett）、音楽プロデューサー（* 1976年）
- 2月26日 - 阿部光子、作家（* 1912年）
- 2月26日 - ダン・ショムロン、イスラエル国防軍元参謀総長（* 1937年）
- 2月26日 - バディ・マイルス（Buddy Miles）、ドラマー（* 1947年）
- 2月26日 - 樋田哲夫、眼科医、杏林大学医学部教授（* 1948年）
- 2月27日 - ウィリアム・フランク・バックリー・ジュニア（William F. Buckley, Jr.）、評論家（* 1925年）
- 2月27日 - レイ・カーネ（Ray Kane）、スラックキーギター奏者（* 1925年）
- 2月27日 - イヴァン・レブロフ（Ivan Rebroff）、ドイツの歌手（* 1931年）
- 2月27日 - バーバラ・シーマン（Barbara Seaman）、ジャーナリスト（* 1935年）
- 2月28日 - ジョセフ・ジュラン（Joseph M. Juran） - 品質管理工学者（* 1904年）
- 2月28日 - フィリップ・ラビノウィッツ（Philip Rabinowitz）、短距離走選手、100歳での100メートル競走世界記録保持者（* 1904年）
- 2月28日 - ジュリアン・ラズボーン（Julian Rathbone）、イギリスの小説家（* 1935年）
- 2月28日 - 江藤愼一、元プロ野球選手・監督【中日ドラゴンズ・ロッテオリオンズ・大洋ホエールズ・太平洋クラブライオンズ所属】（* 1937年）
- 2月28日 - マイク・スミス（Mike Smith） - イギリスの歌手、元デイブ・クラーク・ファイブメンバー（* 1943年）
- 2月28日 - 原田昌樹、映画監督（* 1955年?）
- 2月29日 - 西元文平、日立建機株式会社元会長（* 1917年）
- 2月29日- ヴィタリー・フェドルチュク、元ソ連国家保安委員会議長（* 1918年）
- 2月29日 - 山田晶、哲学研究者、京都大学名誉教授（* 1922年）
- 2月29日 - 高橋達也、ジャズサクソフォーン奏者、東京ユニオン元リーダー （* 1931年）